# Enver Hadžiabdić
Enver Hadžiabdić (6 de novembre de 1945) és un exfutbolista bosnià de la dècada de 1970 i entrenador.
Fou 11 cops internacional amb la selecció iugoslava amb la que participà en el Mundial de 1974.
Pel que fa a clubs, defensà els colors de FK Željezničar, Charleroi i Larissa.